# نادي أوكلاند سيتي
نادي أوكلاند سيتي لكرة القدم (بالإنجليزية: Auckland City Football Club) هو أحد أشهر الأندية في نيوزيلندا وقارة أوقيانوسيا، وحقق لقب دوري أبطال أوقيانوسيا في ثلاث عشرة مناسبة آخرها موسم 2025، كما يُعتبر أكثر الأندية مشاركةً في كأس العالم للأندية وحقق المركز الثالث كأفضل إنجازاته في كأس العالم للأندية 2014 التي أقيمت في المغرب.
يعد اوكلاند سيتي احد الاندية المشاركة في كاس العالم 2025 .

## الشعارات

الشعار الأول
الشعار السابق
الشعار الحالي

## إنجازاته

### محلياً
- بطولة نيوزيلندا لكرة القدم
  -  البطل 8 مرات أعوام: 2005، 2006، 2007، 2009، 2014، 2015، 2018، 2020.
- كأس نيوزيلندا
  -  البطل مرة واحدة عام: 2022.
- الكأس الخيرية
  -  البطل 7 مرات أعوام: 2012، 2014، 2015، 2016، 2018، 2019، 2020.

### قارياً
- دوري أبطال أوقيانوسيا
  -  البطل 13 مرة أعوام: 2006، 2009، 2011، 2012، 2013، 2014، 2015، 2016، 2017، 2022، 2023، 2024، 2025.
- كأس رئيس اتحاد أوقيانوسيا
  -  البطل مرة واحدة عام: 2014.

### عالمياً
- كأس العالم للأندية
  -  المركز الثالث عام: 2014

## مشواره في كأس العالم للأندية

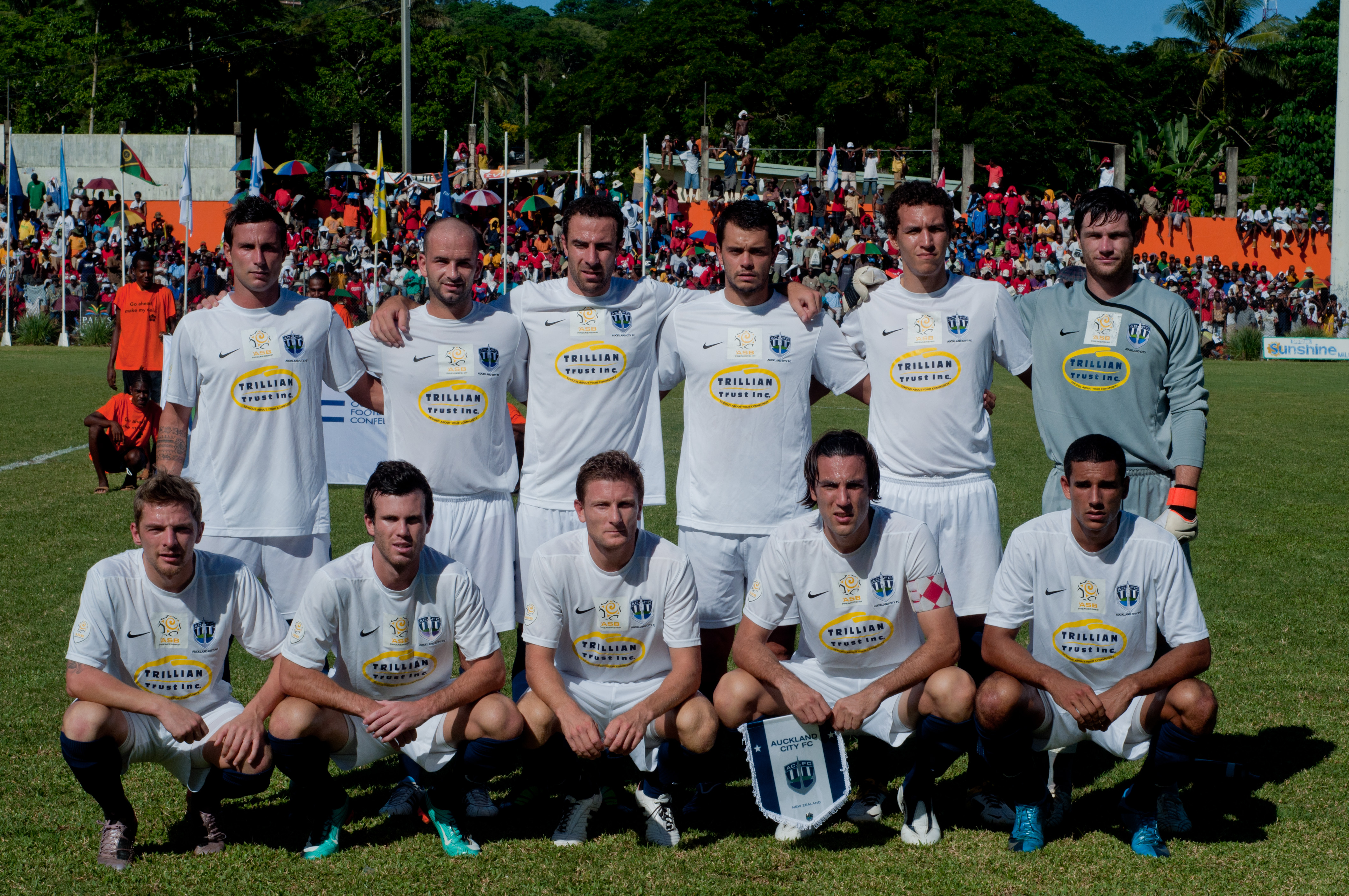
لاعبو أوكلاند سيتي عام 2011

| السنة | النتيجة       |
| ----- | ------------- |
| 2006  | المركز السادس |
| 2009  | المركز الخامس |
| 2011  | المركز السابع |
| 2012  | المركز السابع |
| 2013  | المركز السابع |
| 2014  | المركز الثالث |
| 2015  | المركز السابع |
| 2016  | المركز السابع |
| 2017  | المركز السابع |
| 2022  | المركز السابع |
| 2023  | المركز السابع |

## وصلات خارجية
- الموقع الرسمي (بالإنجليزية)